# Transfusionszwischenfall
Während einer Bluttransfusion kann es zu Transfusionszwischenfällen kommen. Grundsätzlich unterscheidet man in drei Gruppen:
- Die febrile nicht-hämolytische Transfusionsreaktion ist eine allergische Reaktion als Folge von Antikörpern gegen Weisse Blutkörperchen. Symptome wären hierbei: Fieber, Schüttelfrost, Juckreiz, Urticaria, seltener Blutdruckabfall und Atemnot.
- Der hämolytische Zwischenfall ist meist eine AB0-Unverträglichkeit. Diese Form des Transfusionszwischenfalls passiert immer aufgrund menschlichen Versagens (siehe Bedside-Test). Symptome, die auftreten können, sind: Allgemeinsymptome bei Mikrozirkulationsstörungen (Schmerzen im Lendenbereich, hinter dem Sternum und in den langen Röhrenknochen), Schock, Verbrauchskoagulopathie sowie akutes Nierenversagen.
- Die bakterielle oder pyrogene Reaktion kommt durch kontaminiertes Blut oder einem kontaminierten Transfusionssystem zustande. Symptome hierbei: Schock evtl. schon nach wenigen ml, häufig Hämolyse, Fieber und evtl. septische Spätschäden.